# 마주 (601년)

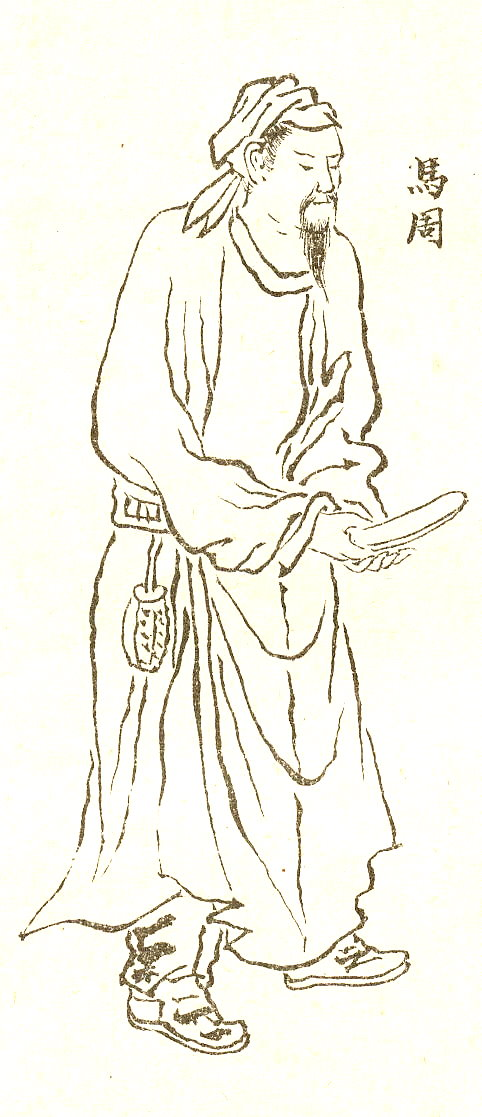
기쿠치 요사이가 그린 마주의 초상

마주(중국어 정체자: 馬周, 간체자: 马周, 병음: Mǎ Zhōu 마저우[*], 601년~648년)는 중국 당나라의 정치가로 자는 빈왕(중국어 정체자: 賓王, 간체자: 宾王, 병음: Bīnwáng 빈왕[*])이다. 중랑장을 지낸 상하의 식객으로 있었으나 뛰어난 학식으로 당 태종의 총애를 받고 정계에 진출하여 재상에 올랐다.

## 참고 문헌
- 《구당서》 권74
- 《신당서》 권98